# Marcel Givierge
Marcel Givierge, né le 27 juillet 1871 à Paris et mort le 17 août 1931 à La Trimouille (Vienne), est un général français spécialiste de la cryptologie.

## Biographie
Fils d'un mercier, il est admis à l'École polytechnique en 1892 et opte pour l'arme de l'artillerie à sa sortie. Polyglotte, il apprend l'anglais et le russe à l'École supérieure de Guerre. Breveté de l'École supérieure de Guerre, il est affecté au Gouvernement Militaire de Paris en 1909.
Le 23 janvier 1912, il est affecté en tant que capitaine à l’état-major particulier du ministre de la Guerre, Alexandre Millerand. Il profite de sa situation pour inciter le ministre à créer une section permanente du chiffre du ministère de la guerre.
Il fut chef de la Section du Chiffre au Grand Quartier Général de 1914 à 1917. Il rejoint en 1917 le 55e régiment d’artillerie. Pendant la guerre il a notamment cassé le code des sous-marins allemands.
En 1921, il est nommé chef de la Section du Chiffre de l’État-major et conserve ce poste jusqu'en 1927. Il termine sa carrière en 1931 comme général de brigade commandant l'artillerie de la 2e division militaire.
Il écrivit aussi de nombreux usuels traitant de cryptographie comme Questions de chiffres en 1924, Cours de cryptographie en 1925, et un article dans la revue Génie civil nommé "Les machines à cryptographier et leurs applications dans la télégraphie sans fil" en 1922.
Georges Clemenceau le considérait comme un très bon cryptologue.
Son traité de cryptographie, publié en 1925, servit d'ailleurs en 1929 à la formation, en secret, à l'université de Poznań, des cryptologues polonais du bureau du chiffre du renseignement militaire polonais Biuro Szyfrów, précurseurs dans le décryptage des messages de l'armée allemande, chiffrés à l'aide de la machine Enigma, pendant la guerre 1939-1945.

## Publications
- Cours de cryptographie, Berger-Levrault, Paris, 1932
- Premières notions de cryptographie, Berger-Levrault, Paris, 1935

## Écrits non publiés
- Au service du chiffre. 18 ans de Souvenirs, 1907-1925[8]
- Étude historique sur la Section du Chiffre

## Sources
- Dossier de Légion d'honneur du général Givierge.